# Ovalipidae
Ovalipidae is een familie van kreeftachtigen uit de klasse van de Malacostraca (hogere kreeftachtigen).

## Geslachten
- Echinolatus Davie & Crosnier, 2006
- Nectocarcinus A. Milne-Edwards, 1860
- Ovalipes Rathbun, 1898